# パフォーマンス〜ロッキン・ザ・フィルモア
『パフォーマンス〜ロッキン・ザ・フィルモア』（Performance Rockin' the Fillmore）は、イギリスのロック・バンド、ハンブル・パイが1971年に発表したライブ・アルバム。LP盤では2枚組であったが、CDでは1枚に収まっている。
1971年5月に、ニューヨーク市マンハッタン南東部・イースト・ヴィレッジにあったコンサートホール、フィルモア・イーストで行ったコンサートの模様を録音したアルバムである。ハンブル・パイにとって2度目のアメリカ合衆国ツアーの途上であった。
スティーヴ・マリオットの力強いボーカルと激しい演奏が評判を呼び、Billboard 200で21位、全英アルバムチャートで32位を記録。バンドにとって初めての商業的成功を収めた作品であり、現在では名ライブアルバムの評価を確固たるものとしている。これによってハンブル・パイの進むべき方向は明確となるが、マリオットと並ぶバンドの顔であったピーター・フランプトンは音楽的志向の違いから、演奏には参加しているものの、アルバム発売時にはすでに脱退していた。
2013年に『パフォーマンス〜ロッキン・ザ・フィルモア コンプリート・レコーディングス』と題した、1971年5月28日、29日にニューヨークのフィルモア・イーストで行われたライヴの模様を全て収めた4CDボックス・セットが発売された。

## 曲目
1. フォア・デイ・クリープ - Four Day Creep – 3:46　… ブルースシンガー、アイダ・コックスの曲のカヴァー。
2. アイム・レディー - I'm Ready – 8:31 … 『大地と海の歌』に収録されたオリジナル・ナンバー。
3. ストーン・コールド・フィーヴァー - Stone Cold Fever – 6:18 … 『ロック・オン』に収録されたオリジナル・ナンバー。
4. 金のとげ - I Walk on Gilded Splinters – 23:25 … ドクター・ジョンのアルバム『グリ・グリ』に収録されていた曲のカヴァー。
5. ローリング・ストーン - Rollin' Stone – 16:07 … マディ・ウォーターズ曲のカヴァー。スタジオ版は『ロック・オン』に収録。
6. ハレルヤ（アイ・ラヴ・ハー・ソー） - Hallelujah I Love Her So – 5:10 … レイ・チャールズ曲のカヴァー。
7. ノー・ドクター - I Don't Need No Doctor – 9:15 … レイ・チャールズ曲のカヴァー。

## その他
- 「ノー・ドクター」はシングル・カットされ、ビルボード73位を記録。マリオットはハンブル・パイ解散後も自らのレパートリーに入れていたほか、マリオットの死後、フランプトンらによってハンブル・パイの再結成コンサートが挙行された際も同曲が演奏されており、ハンブル・パイの代表曲のひとつといえる。
- 1980年代のヘヴィメタルバンドW.A.S.P.も「ノー・ドクター」のカヴァーを行っているが、レイではなくハンブル・パイのヴァージョンを下敷きにしたものである。